# Kończewo (Ruciane-Nida)
Kończewo (deutsch Warnold, Försterei) ist ein kleiner Ort in der polnischen Woiwodschaft Ermland-Masuren. Er gehört zur Gmina Ruciane-Nida (Stadt- und Landgemeinde Rudczanny/Niedersee-Nieden) im Powiat Piski (Kreis Johannisburg).
Die jetzige Forstsiedlung (polnisch Osada leśna) und frühere Försterei Warnold liegt zwischen Beldahnsee (polnisch Jezioro Bełdany) und Warnoldsee (Jezioro Warnołty), 26 Kilometer südöstlich der einstigen Kreisstadt Sensburg (polnisch Mrągowo) bzw. 17 Kilometer nordwestlich der jetzigen Kreismetropole Pisz (deutsch Johannisburg). Zwei Kilometer weiter östlich liegt der frühere Gutsort Warnold, der heute die polnische Bezeichnung Warnowo trägt. Mit ihm war die Försterei Warnold bis 1945 verbunden und kam so auch im Jahre 1929 zur neubenannten Landgemeinde Rehfelde (Piasken-Onufrigowen, nach 1945 getrennt in Piaski und Onufryjewo) im Kreis Sensburg im Regierungsbezirk Gumbinnen (1905 bis 1945: Regierungsbezirk Allenstein) in der preußischen Provinz Ostpreußen. 1945 kam der Ort zusammen mit dem gesamten südlichen Ostpreußen zu Polen und erhielt die polnische Namensform „Kończewo“. Heute ist die kleine Siedlung eine Ortschaft innerhalb der Stadt- und Landgemeinde Ruciane-Nida (Rudczanny/Niedersee-Nieden) im Powiat Piski (Kreis Johannisburg), bis 1998 der Woiwodschaft Suwałki, seither der Woiwodschaft Ermland-Masuren zugehörig. Die Försterei Warnold war bis 1945 in die evangelische Dorfkirche Groß Weissuhnen in der Kirchenprovinz Ostpreußen der Kirche der Altpreußischen Union sowie in die katholische Pfarrkirche Sensburg im Bistum Ermland eingepfarrt. Heute gehört Kończewo zur Dorfkirche Wejsuny in der Diözese Masuren der Evangelisch-Augsburgischen Kirche in Polen bzw. zur Pfarrei Ruciane-Nida im Bistum Ełk der römisch-katholischen Kirche in Polen. Über eine Bahnanbindung verfügt Kończewo nicht, ist jedoch über Nebenstraßen von Piaski (Piasken), Popielno (Popiellnen, 1928 bis 1945 Spirding) und auch Warnowo (Gut Warnold) aus zu erreichen.